# كلورميكوات
كلورميكوات هو مركب عضوي له الصيغة الكيميائية ClCH2CH2N(CH3)3+، ويُستخدم كمنظم لنمو النبات.
يُباع مركب الكلورميكوات عادةً على شكل ملح كلوريد هو كلوريد الكلورميكوات الذي له الصيغة الكيميائية (C5H13Cl2N)، ويكون على هيئة بلورات صلبة عديمة اللون قابلة للبلل وقابلة للذوبان في الماء والإيثانول، وهو عامل مؤلكل وملح أمونيوم رباعي.
يُعتبر الكلورميكوات أحد منظمات النمو التي تنتمي إلى فئة الأونيومات، ويُعتبر أهم مثبط للتخليق الحيوي للجبريلين، ومن ثم فإنه يمنع استطالة الخلايا النباتية، وهو ما ينتج عنه سيقان أكثر سمكًا وأكثر ثباتًا مما يسهل حصاد محاصيل الحبوب. كما يمكن استخدامه كعامل مساعد لمبيدات الأعشاب الأخرى عن طريق منع أكسدتها وإعاقة تخلص النباتات منها، ويرجع ذلك لدوره الفعال في تثبيط السيتوكروم P450.

## التنظيم
يُصنّف الكلورميكوات في الولايات المتحدة الأمريكية باعتباره منظم لنمو النباتات منخفض الخطورة ويصلح للاستخدام في نباتات الزينة المزروعة في الصوبات الزراعية والبيوت الزجاجية والمشاتل وبيوت التظليل. ولكن حتى الىن لم تتم الموافقة على استخدامه في المحاصيل المخصصة للاستهلاك الحيواني أو البشري.

## التأثيرات الصحية البيئية
تُقدر الجرعة المميتة من مركب الكلورميكوات في حالة التناول عن طريق الفم بالنسبة للجرذان 670 ملليغرام/كيلوغرام من كتلة الجسم.
رُبط التعرض لمستويات عالية من الكلورميكوات بالسمية التنموية في النماذج الحيوانية، كما أنه يؤثر على التكاثر في الثدييات.
صُنفت مركبات الكلورميكوات في الولايات المتحدة الأمريكية باعتبارها مادة شديدة الخطورة على النحو المحدد في القسم 302 من قانون التخطيط للطوارئ وقانون حق المجتمع في المعرفة (42 U.S.C. 11002)، وهو ما يعني خضوع المنشآت التي تقوم بإنتاجه أو تخزينه أو استخدامه بكميات كبيرة لمتطلبات الإبلاغ والمراقبة الصارمة.